# Uetikon am See

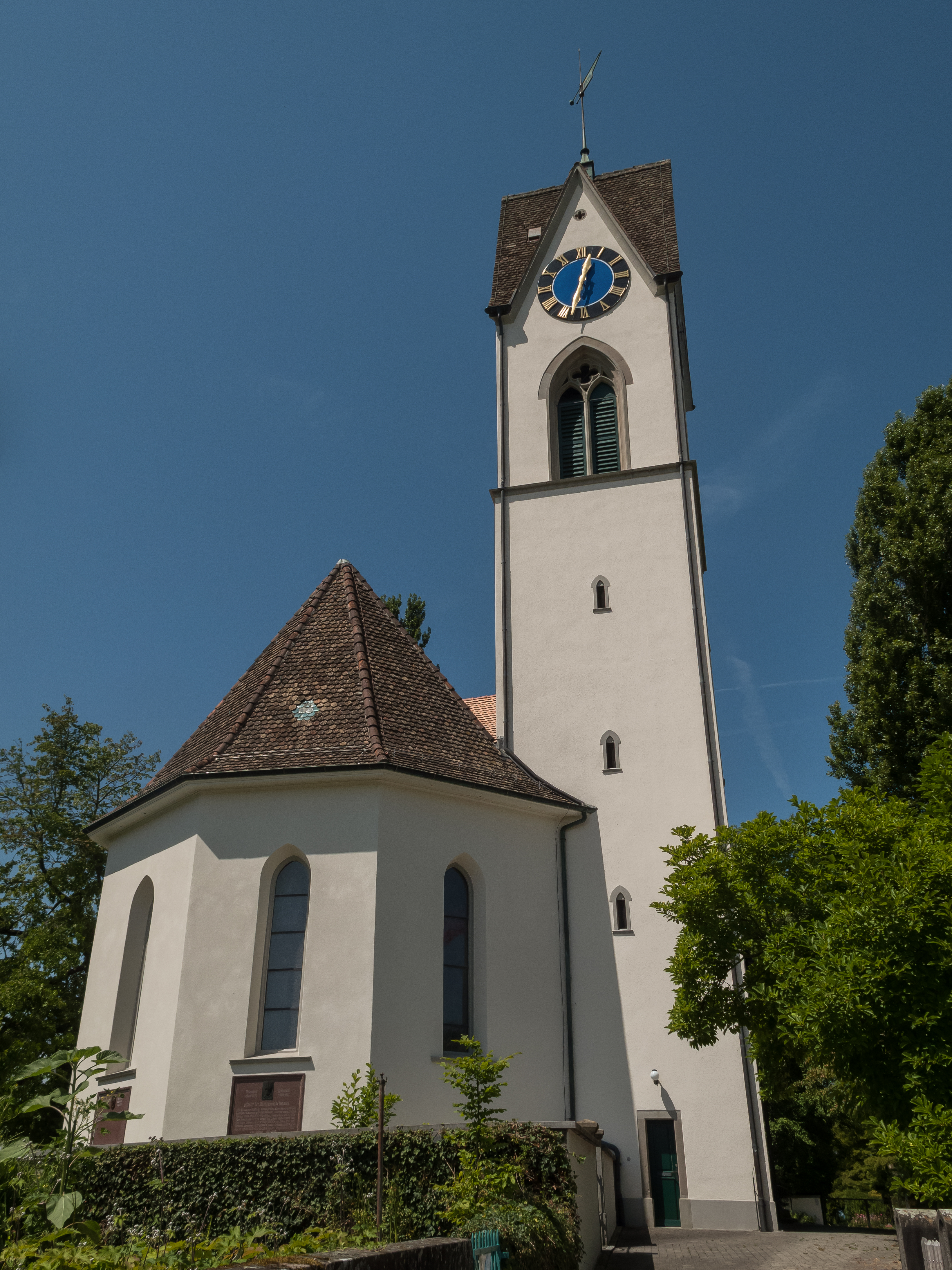
Uetikon, l'église protestante.

Uetikon am See est une commune suisse du canton de Zurich. En 1150, Uotinchova.

Vue aérienne (1953).